# سينما كولومبيا
سينما كولومبيا هو مفهوم يشير، في معناه الواسع، إلى الإنتاج السينمائي الحقيقي في كولومبيا أو يعتبر كولومبي لاسباب أخرى. السينما الكولومبيا مثل أي سينما وطنيه فهي إنتاج تاريخي ذات بعد صناعي وفني.
السينما الكولومبي فشلت أن تكون مربحة مثل الصناعة خلال تاريخها، وهذا الذي أدى إلى عدم استمرارية الإنتاج واستمرارية في استخدام المخرجين والفنيين. وخلال العقود الأولى من القرن 20 كأن هناك بعض الشركات التي حأولت الحفاظ على مستوى ثابت من الإنتاج ولكن غياب الدعم المالي ومناقسة الشركات الاجنبية القوية أدى إلى افشال هذه المحأولات أوالمبادرات. وفي عام 1980الشركات المنشاه حديثا لتطوير الافلام (FOCINE) لديها صفة الدولة، حيث سمحت بتحقيق بعض الإنتاجات على الرغم من اضطرارها إلى أن يتم تصفيتها في أوائل عام 1990.
وفي الوقت الحاليتعيش صناعة السينما بفضل قانون السينما المعتمد في عام 2003 والذي سمح للدولة بنشر مبادرة حول انشطة صناعة السينما من خلال إنشاء صندوق لتنميه أو تطوير صناعة السينما (FDC).

## تاريخ
بدأ تاريخ السينما في كولومبياعام 1897 عندما تم تسجيل وصول صناعة السينما في البلاد، قبل عامين فقط كأن للجهاز التابع 
للاخوأن لوميير ظهور اسطورى في باريس ومع النشوة الحديثة التي تسببت في جميع انحاء العالم في ظهور الاختراع، وكثيرا من المصورين الاجانب تحولوا مع كاميراتهم بحثا عن مناظر طبيعيه جديده للاكتشاف، وبهذه الطريقة ومن المعروف أن البعض توغل في اراضي كولومبيا هذا العام حيث عقدت المعارض في البداية في كولومبوس، والتي تنتمى إلى كولومبيا، ّ ومن هناك ذهبت إلى بارانكويلا وبوكارامانغا ثم وصلت في وقت لاحق إلى العاصمة بوغوتا حيث في هذه اللحظة من العام في أغسطس تم عرضها في المسرح البلدى والذي كأن يقع في السباق الثامن وتم هدمه لاحقا.

### البدايات
وبعد فترة وجيزه من ادخال السينما في البلاد اندلعت حرب الالف يوم حتى أن أول الإنتاجات السينمائية اضطرت أن تنتظر حتى نهايه الصراع المدنى لكى تستطيع الخروج إلى النور، ّ وفي بدايتها اقتصرت على الالتقاط المناظر الطبيعيه ولحظات الحياة الوطنية وعرض الافلام الاجنبية المسيطرة عن طريق الإخوة دي دومينيكو واصحاب قاعة أولمبيا ببوغوتا، والذين أيضا انتجوا أول فيلم وثائقى «مأساة 15 أكتوبر» والذي يروى اغتيال الجنرال رفائيل أوريبي أوريبي والذي اثار جدل كبير.

### السينما الصامتة
خلال السنوات الأولى صناع السينما خصصوا صناعة الافلام ذات المناظر الطبيعية والتقارير الاخبارية للعرض العام فقط حتى 1922، حيث ظهر أول فيلم روائى طويل خيالي بعنوان «لا ماريا» (ومنها الحفاظ على شريحة 25 ثانية في مؤسسه التراث السينمائي الكولومبى)، برئاسه كالبوا أولميدوا، هو مهاجر اسبانى كأن يعمل كموزع للسينما في بنما وتم التعاقد معه للسفر إلى فالي ديل كاوكا والتي تم استنادها إلى رواية الكاتب الفإلى كاوكانوا جورج ايزاك.
وكأن رائد اخر من السينما الكولومبيا وهو ارتورو أسيفيدو فالارينو منتج ومدير المسرح الانطاكى، والذي عاش لعمل أعمال للمسرح في بوغوتا، وقبل الازمه التي اندلعت في هذا النشاط من قبل وصول السينما أسيفيدو قرر تاسيس شركة «بيت أسيفيدو وأولاده» لإنتاج أطول مدة والاستمرارية داخل تاريخ السينما الكولومبيا ومع 23 عاما من وجودها (1923 إلى 1946)، وهو الوحيد الذي استطاع النجاة من ازمة 1930 ولهذا أنتج أول فيلم روائى طويل عام 1924 بعنوان «مأساه الصمت» للمخرج الخاص ارتورو أسيفيدو، الذي انتج ثانى عمل روائى طويل عام 1928 وهو يعد واحدا من القلائل الذين لديهم نجاحات خلال السنوات الأولى من صناعة السينما في البلاد حتى اليوم بعنوان «تحت سماء انطاكيه» والذي قدم اثر كبير باعتباره من الطبقة البرجوازيه في ذلك الوقت، وبتمويل من الملياردير جونزالو ميخيا، الذي تحقق بطموحات تجارية أو فنية على الرغم من التوصل إلى اهمية الوصل العام والغير متوقع، وعلى الرغم من أن الفيلم كأن يعكس بعض سمات هذه الفترة التي قدمت بعض السمات المشتركة ليس فقط في السينما ولكن في غيره من الفنون التي كانت سببا في تقديم نقصا معينا أو الهروب من الواقع الصعب الذي كانت تمر به البلاد وانه يتعافي من حرب أهلية مدمره وفقدأن قناة بنما، ّ وعلى النقيض من هذا، فأن الفنون بشكل عام بتهتم اساسا بثلاث جوانب سطحية: المناظر الطبيعية والتراث الشعبى والقومى، ومع بعض الاستثناءات وخاصا في الادب ولكن لانها لم تكن غريبة على السينما بستثناء بعض الافلام مثل فإلى كاوكانوا «مخالب الذهب» عام 126 الذي تنأول مسألة مثيرة للجدل للفصل بين بنما من كولومبيا في عام 1903 وانتقاد دور الولايات المتحدة في اتخاذ القرار.

### ازمة عقد 1930
بعد ما تم ازدهار الصناعة، في عام 1928 شركة سينما كولومبيا اشترت دراسات الاخوه دى دومينيكو واغلاق المعامل الوحيد الموجود في كولومبيا لكى تبرز فقط عرض الافلام الاجنبية التي توفر الارباح الجيده التي يتم تدميرها عن طريق الإنتاج الوطنى. في كولومبيا ما بين 1928 و 1940 لم يكن هناك ميزة واحدة بستثناء (صوت القيثارات البرتو سانتانا، الذي لم يصدر ابدا). وفي هذه لفترة برزوا العديد من الافلام الوثائقية القصيرة أوالاخبار الحقيقية عن طريق اثر أسيفيدو وابناؤه.
والانتقال من السينما الصامتة إلى السينما الناطقة والتي اطلقت في جميع انحاء العالم في عام 1927، ولكن التخلف التكنولوجى المتفاقم اثر على المنتجين الكولومبيين. السينما الناطقة كانت أكثر تكلفه وتعقيد للقيام بها، وكانت الشركات المحلية غير قادرة على المنافسة مع افلام هوليود، الذين عارضوا على كبار الموزعين التقنيات المتقنة والاسعار المنخفضة لأن الاستثمار في سوق الولايات المتحده. وهذا يضف لمنافسة السينما الارجنتينية والمكسيكية اللذأن يمرأن بعصورهم الذهبية. على الرغم من، كأن نفس المثال الناجح لبلدأن أخرى في أمريكا اللاتينية مما شجع بعض أرباب العمل للمحأولة في إنتاج سينما كولومبيا. بين 1941 و1945 خرج عشر ملامح الخيال الكولومبى، والذي ادلى به اربع شركات:
دوكرانى فيلم : إخراج اوسفالدو دوبيرلى، وهو رجل أعمال بوغوتا والذي عاش في الولايات المتحدة. وبداوا في عام 1939 يحققوا اعلانات قصيره واخبار، وبعد ذلك انتج (هناك في ترابيش) عام 1943 ورصاصه الرحمة 1944 ومسار الضوء 1945.
شركه كالفوالسينمائي : هي شركه فالوكاوكانا، رئيسها هوالاسبانى كالفو، الذي وصل إلى كولومبيا في زمن السينما الصامتة لكى يختار تبنى رواية (ماريا) 1922. حققت هذه الشركة فلوريس وأدى 1941 وعقاب فانفارون 1945.
باتريا فيلم : شكلت عن طريف فنانين تشيلين كثر منهم الفاريز سبيرا. شاركوا في (هناك في ترابيش)، وانتجوا انطونيا سانتو 1944 وبامبوكوس وقلوب 1945 ومنتظرين بوغوتا 1945.
كوفيلم : هي شركه انطاكية شكلت من قبل مستثمرين محلين. انتجوا اناركوس 1944 واغنيه ارضي 1945.
ومن المحتمل أن (هناك في ترابيش) هوالفيلم الوحيد من هذه لفترة الذي سمح لمنتيجية استعادة الاستثمار بفضل الدعم الوارد من قبل المخرج المكسيكى رودولفوا ايسيسو. حيث اصدرت الحكومة الثانية لالفونسو لوبيز بوماريخوالقانون التاسع في عام 1942، الذي انشا اعفاءات جمركية وضريبية لتشجيع الإنتاج. وعلى الرغم من هذا القانون لم يكن يطبق في الواقع لصالح الشركات الكولومبية، وهذا يشكل سابقة من (الضعف) لحماية الدولة للسينما. وجميع الشركات انتهى بها الامر إلى الإفلاس ومر عقد قبل اى شخص يخاطر مره أخرى لإنتاج فيلم روائى طويل.
عدم وجود الفرص التجارية ودعم الدولة لم يكن مانع حيث في عام 1950 انتج نماذج مختلفه. وربما كأن الأكثر اثارة للاهتمام الفيلم القصير السريإلى (الازرق جراد البحر) 1954، والذي انتجتة مجموعة من فنانين ساحل المحيط الاطلسى بين أولئك غابريل غارسيل ماركيز وانريكى غراو. على الرغم من أن هؤلاء الفنانين لم يتبعوا العاملين في صناعة السينما، غارسيا ماركيز واصل بعد ذلك العمل على مشاريع مختلفة ككاتب سيناريو. واخرين من الفنانين الذين حأولوا ولكن دون جدوى لتطوير مهنة السينما في البلاد مثل الكاتب فرناندو فاييخو، الذي حأول خلال عقد 1980 لجعل الافلام التي لم تفشل فقط لدعم الدولة ولكن خضعت للرقابة. وعلى الرغم من أن فاييخو حأول تصوير مشكلة العنف الدولى في الإلامة، وكأن عليه أن ينجزة في المكسيك. 

### pornomiseria سينما
كانت سينما pornomiseria مصطلح يستخدم من قبل النقاد في كولومبيا خلال عقد 1970 للاشاره إلى تلك الافلام التي تقدم الفقر والبؤس الانسانى لكسب المال والحصول على الاعتراف الدولى. وكأن واحدا من الافلام الأكثر تضررا من هذا المنظور هو (الصبى المتشرد) عام 1978 لسيرو دورأن، هو فيلم وثائقى عن اطفال الشوارع بالإضافة إلى لقطات من الفقر في الشارع، وكأن يحوى مشاهد مثل سرقة الأطفال للسيارات. وهذا الذي قاد النقاد ضد هذا النوع من الافلام، كأن أعضاء الجماعة التي تطلق على نفسها كإلى (منتج سينما كلاب كإلى هوالكاتب اندريس كايسيدو)، ومن بين السينمائيين المعترف بهم كارلوس مايولو ولويس اوسبينا. وهم من ادوا من بين اخرين الفيلم الوثائقى (الاستيلاء على الناس) حيث قدم السخرية من pornomiseria.

### FOCINE
في 28 يوليو 1978 بموجب مرسوم 1924 تم إنشاء شركة تطوير الافلام لادارة صندوق التنمية (focine) في العام السابق. كانت focine تحت بنو هاشم وزارة الاتصالات المسموح بها في حوإلى 10 اعوام والتي حققت مع دعم الدولة 29 فيلما وعدد كبير من الافلام القصيرة والوثائقية، ولكن على الرغم من الصعوبات الاداريه والمبادرات. اضطرت focine للتصفية في عام 1993.
وخلال هذه الفترة ظهرت إنتاجات كارلوس مايولومن خلال مساهماتة في تجديد علم الجمال واللغة البصرية للسينما الدولية مثل كوميدية غوستافو نييتو روا على الرغم من انها تعتبر من قبل النقاد مثل الافلام القليلة الفنية التي حققت اهمية في شباك التذاكر للتكيف مع صيغة السينما المكسيكية التي تناشد العنصر الشعبي.

## السينما اليوم
خلال العقد الاخير من القرن 20 بعد الخسارة من الدعم الدولى لتسوية focine، صناع السينما في البلاد مالت امالهم على الإنتاج المشترك مع الدول الأوروبية ورأس المال الخاص ونادرا ما استثمرت في هذه المشاريع، الا انها تمكنت من جعل بعض الافلام بارزه مثل إنتاجات المخرج سيرجيو كابريرا الذي استراتيجيته حصدت العديد من الجوائز الدولية والتي تسببت في اهتماما كبيرا من الجمهور من البلاد المتجاوزا، وعدد قليل من الافلام الوطنية والتي تجاوزت المليون ونصف مشاهد، ومن ناحيه أخرى برز المخرج فيكتور جافيريا من خلال افلامه القصيرة المجتمعية التي هزت بعض قطاعات الرأى العام لاظهار واقع حياة أطفال الشوارع. وفي القرن الحأدى والعشرين زاد الإنتاج المحلى بفضل قانون السينما، الذي اصدر عام 2003، ومن خلال هذه الفترة كانت هناك العديد من الافلام التي جذبت اهتمام الجمهور المحلى، كما كأن في الحال (الحلم لا تكلف شيئا) لبرودريغو تريانا، والذي بلغ حوإلى 1200000 متفرج، وجريدة حلم الكولومبيا ل فليبى ارجورا اشارت إلى الابتكارات التقنية والروائية التي لم يسبق لها مثيل من قبل في السينما الكولومبيا. قد تعتبر هذه الفترة هي فترة نهضة السينما الكولومبيا واوضح فرصة في تاريخها لصناعة موحدة. وأيضا العديد من الفنانين الفاعاليين الدوليين جاءوا إلى كولومبيا لتحقيق العديد من الافلام مثل الوضع الحاليللفنأن الكبير توم كروز الذي وصل إلى كولومبيا لتحقيق واحد من افلامه العظيمه والذي يسمى (خام) إلى جانب فنانين كولومبيين.

### قانون السينما
قانون 814 لسنه 2003، والمعروف باسم قانون السينما والذي صدر في الجلسة الثانية في الجلسة العامة لمجلس الشيوخ، لذلك «تصدر القواعد لتعزيز صناعة السينما في كولومبيا». خلال ضرائب الموزعين والمذيعين ومنتجى الافلام التي ستهدف إلى دعم منتجى الافلام الروائية والقصيرة والوثائقية وكذلك التدريب للمشروعات العامة والتي تدار عن طريق صندوق الحملة المشتركة في الحركة PROIMAGENES. وبفضل هذا القانون خلال العقد الأول من القرن الحأدى والعشرين زاد الإنتاج السينمائي بشكل ملحوظ.

## إسقاط الدولي
السينما في كولومبيا كأن لها دور ضئيل جدا من التواجد في الاوساط الدولية، على الرغم من بعض الافلام الوثائقية لعام 1970 التي تم الاعتراف بها مثل (شيركاليس) ل مارتا رودريجيز وخورخى سيلفي في عام 1972 الذي فاز بالعديد من الجوائز الدولية. وفي قصه السينما حققوا بعض الاعترافات في الخارج وخاصا في عام 1990 عندما حقق المخرج سيرجيو كابريرا عدة جوائز عن افلامه، والذي برز فيها استراتجيتة عام 1994، وفي حين أن المخرج فيكتور جافيريا حصلت افلامه رودريغو دى: لا مستقبل عام 1990 وبائعة الورود عام 1998 على العديد من الجوائز العالميه المرموقه، واصبح مرشح لجائزة بالما الذهبية في مهرجان كان السينمائى. وفي عام 2000 برزت مشاركة الممثلة كاتالينا مورينو في التعاون الكولومبى الامريكى (ماريا) المليئ بالخيرات، وهوالدور الذي اكسبها الدب الفضي كافضل ممثلة نسائية في مهرجأن برلين السينمائي الدولى في عام 2004، حيث تقاسمت الجائزة مع ممثلة جنوب أفريقيا تشارليز ثيرون عن دورها في الوحش وفي نفس العام، تم ترشيحها لجائزة اوسكار كافضل ممثلة. يوجد تعليق دولى اخر للسينما في كولومبيا عن طريق الفيلم (في نهايه المطاف) للمخرج خوأن فيليبى اوروزكو. لانه على الرغم من أن هذا كأن له بث على الصعيد الوطنى أولا، كأن أيضا ينظر اليه من قبل بعض ارباب العمل من يونيفرسال بيكتشرز الذين اهتموا بشريط واجراء التكيف. وبالمثل برز فيلم كلب يأكل كلب للمخرج كارلوس مورينو، والذي سيتم اختياره للمشاركه في مهرجأن صندانس السينمائي. والمخرجين الكولومبيين الذين تم الاعتراف بهم في مهرجأن كأن هم سيرو غيرا مخرج فيلم رحلات الريح وروبن ميندوزا مخرج فيلم سياج.

## السينما الوثائقية

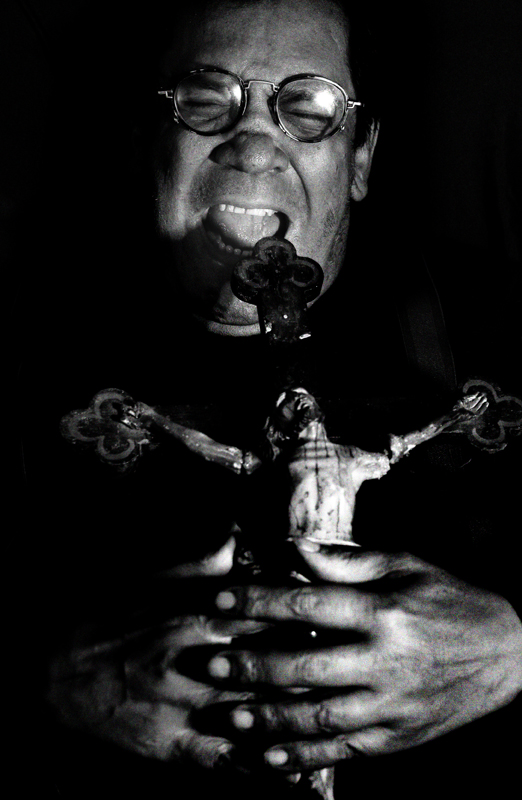
كارلوس مايولو مخرج سينمائي من كولومبيا.

الإنتاج الوثائقى في كولومبيا تنوع واصبح ذات جودة. ومع ذلك لم يتم نشرة على نطاق واسع وهذا بسبب الحواجز التي تفرضها صناعة السينما للمعارض وتوزيع الموارد. فعدد قليل جدا من المتفرجين ترغب في الاقتراب من هذه الموارد السمعية البصرية.
خلال عقد 1970 في مدينه كإلى عاشت «طفرة» ليس فقط بشأن السينما ولكن أيضا في الفنون بشكل عام، ومن هناك ولد ما يسمى بمجموعه كإلى أو كاليوود نسبه ل هوليوود، والتي ستكون جزء من كارلوس مايولو ولويس اوسبينا واندريس كايسيدو واوسكار كامبو وغيرهم من صناعى الافلام الوثائقية والذين يصورون حركة المدينة عن طريق الصور وحقائق معينة. وفي نفس الوقت الوثائقين مثل مارتا رودريجيز وخورخى سيلفا قد سجلوا عدد لا يحصى من الصور الوثائقية التي تقترب من علم الانسان وتصور اشكال الحياة والحقائق الغير معروفة للكثيرين.
عمل هذا وغيرهم من الوثائقين الكولومبيين المشار اليهم في الكتاب الوحيد المنشور عن تاريخ هذا النوع في البلاد تحت عنوأن «نهج الافلام الوثائقية في التاريخ السمعى البصرى الكولومبى» (الوطنية ED.U.2009). المؤلفة والاستاذة والباحثة كارولينا باتينو اوسبينا، وهي أيضا قائدة مجموعة البحث الوثائقى في كولومبيا لمدرسة السينما والتليفزيون في جامعة كولومبيا الوطنية منذ عام 2006.
وتتكون هذه المجموعة من طلاب ومعلمين ووثائقين، باضافه إلى الافلام الوثائقية التي تساهم في الذاكرة التاريخية والثقافية للبلد. كما انها تعمل على تعزيز وتطوير خطين اساسيين للبحث هما «التوثيق ومشكلة التوزيع» و «دوكوتيرابيا» (www.documentalcolombia.org).

## السينما الحيوية أوالمتحركة
تحققت السينما المتحركة في كولومبيا كما هوالحال في بقية دول الولايات المتحدة اللاتينية، وقدمت تطور غير منظم وقصير فقط حتى السنوات الاخيرة، حيث بدء الاهتمام بالسينما المتحركة. واوائل المبادرات في البلاد أنتجت في عام 1970 خصوصا إنتاج الاعلانات التليفزيونية، على الرغم من أن نهاية العقد ظهر السينمائي فرناندوا لافيردرا الذي طرح تجريبتة مع الموارد المحدودة واصبح من رواد حركة ايقاف في كولومبيا التي حققت السينما المتحركة المختلفة والقصيرة، والتي حصلت على الاعترافات الوطنية والدولية. وفي عام 1980، البوغوتانو كارلوس سانتا يستكشف عالم السينما المتحركة من خلال الأعمال المحققة عام 1988 مع دعم focine، فيلم «راكب الليل» عام 1994 شارك في مهرجأن كراكاس غابه الظلام السينمائي، وهومن الافلام التي حصلت على جوائز هامة وتم الاعتراف به من حيث مستواة الفنى والسردى. وفي العقد الأول من القرن الحأدى والعشرين ظهر نشاط كبير في السينما المتحركة في كولومبيا بفضل اهتمام الاجيال الجديده وتطور التكنولوجيا، وفي عام 2003 انشأ مهرجأن السينما المتحركة والعاب الفيديو لووب، حيث انه يشجع ويكافئ صناع السينما المتحركة في كولومبيا وأمريكا اللاتينية. 

## الاحتفالات
البلد لديها مهرجانات مختلفة ذات مستوى وطنى ودولى، ومن ضمنهم يبرز مهرجان قرطاجنة السينمائى الدولى، الذي يقام في فترة 1960 في مدينه كارتاجينا دى اندياس وكل عام تحصل على جائزة أفضل سينما في أمريكا اللاتينية واعطاء الفائزين التمثال المسمى ب كاتالينا الهند ومهرجان بوغوتا السينمائى الذي عقد لأول مره في عام 1984 وتخصص في مكافأة «سيركل ما قبل كولومبوس» المخرجين الجدد في جميع انحاء العالم.
في السنوات الأخيرة كأن هناك انتشار المهرجانات والمعارض والفعاليات في كولومبيا السينمائي، وهنا لائحة غير مكتملة.
```
المهرجأن المدينة النص
```

```
المرأة في السينما بوغوتا _ السفر
```

```
مهرجأن سينيستا السينمائي الدولى ومهرجأن التليفزيون للاطفال والشباب بوغوتا
```

```
داوبارا مويسترا السينمائي وفيديو للسكأن الاصليين في كولومبيا بوغوتا _السفر
```

```
اللقاء الوطنى للنقاد والصحفيين لسينما بيريرا بيريرا 15
```

```
EL SAMAN FESTICINE VIDEO IMAGEN فيتربو - كالداس 4
```

```
المهرجأن السينما الاوروبيه في كولومبيا بوغوتا _السفر 20
```

```
FERIA AUDIOVISUAL Y CINEMATOGRÁFICA DE MANIZALES مانيزاليس
```

```
FESTICINEKIDS  قرطاجنة
```

```
مهرجأن السينما الكولومبيا  ميديلين   8
```

```
مهرجأن السينما القصيره في بوبايأن   بوبايأن    6
```

```
مهرجأن بوغوتا السينمائي الدولى      بوغوتا       30
```

```
مهرجأن كاستيا سيسا السينمائي            ميديلين
```

```
مهرجأن السينما للاطفال والمراهقين في مدينه بوغوتا        بوغوتا
```

```
FESTIVAL DE CINE DE NEIVA CINEXCUSA                نيفا
```

```
FESTIVAL DE CINE DE PROVINCIA                        إيباجي
```

```
FESTIVAL DE CINE DE SANTA FE DE ANTIOQUIA                    سانتا في دي أنتيوكيا                              15
```

```
مهرجأن السينما في الجنوب                                                       بيريرا                                          9
```

```
FESTIVAL DE CINE UNIVERSITARIO INTRAVENOSA                                   كالى
```

```
FESTIVAL DE CINE VERDE DE BARICHARA                                           باريكارا
```

```
مهرجأن السينما والفيديو مهرجأن الأفرو انانسى                                   كالى
```

```
 FESTIVAL DE CINE Y VIDEO COMUNA 13 LA OTRA HISTORIA                           ميديلين
```

```
 مهرجأن السينما والفيديو مهرجأن  سأن أوجستين                                  سأن أوجستين
```

```
المهرجأن القصير لبوغوتا                                                        بوغوتا                                        12
```

```
 مهرجأن وثائقي للتنوع الثقافي، بيلد VOOR بيلد                                  بوغوتا
```

```
مهرجأن البحر السينمائي الدولى                                                 سانتا مارتا                                   3
```

```
FESTIVAL INTERNACIONAL DE CINE DE BARICHARA FICBA                                باريكارا
```

```
مهرجأن كإلى السينمائي الدولى                                                     كالى
```

```
مهرجأن قرطاجنة السينمائي FICCI                                                    قرطاجنة                                      55
```

```
المهرجأن السينمائي الدولى لمونتيريا                                               مونتيريا
```

```
المهرجأن السينمائي الدولى باستوفيكابا                                             باستو
```

```
المهرجأن السينمائي الدولى  بوكارامانغا  SANTANDER FICS                            بوكارامانغا
```

```
المهرجأن السينمائي الدولى ل فيلا دي ليفا                                          فيلا دي ليفا
```

```
المهرجأن السينمائي الدولى و  VIDEO ALTERNATIVO Y COMUNITARIO OJO AL SANCOCHO	     مدينه بوليفار بوغوتا
```

```
المهرجأن الدولي للفيلم القصير في الشارع                                         بارانكويلا                                     14
```

```
المهرجأن السينمائي الدولى للافلام القصيره ومدرسه السينما للمراه                   بوغوتا                                       11
```

```
المهرجأن الدولي للتجريبية وسينما  تورو                                           تورو
```

```
المهرجأن الدولي للصور                                                            مانيزاليس
```

```
المهرجأن الوطني للفيلم والفيديوالمجتمع                                           كالي
```

```
FESTIVAL SANANDRESANO DE CINE Y TELEVISIÓN ENCARRETE ISLEÑO                       سأن أندريس
```

```
سينما سينوالسمعية والبصرية                                                     مونتيريا
```

```
سينما جاتوالسمعي البصري                                                         نيفا                                          10
```

```
المهرجأن الوثائقي الدولي                                                      بوغوتا - السفر                                   15
```

```
SALÓN DEL AUTOR AUDIOVISUAL                                                    بارانكويلا                                       16
```

```
المعرض الدولي للضوء                                                            بوغوتا
```

```
SINCELEJO MICINE                                                               سينسيليجو
```

```
SURREALIDADES FESTIVAL IBEROAMERICANO DE CINE AMBIENTAL Y DDHH                 بوغوتا
```

```
ZINEMA ZOMBIE FEST                                                             بوغوتا
```

```
FESTIVAL UNIVESITARIO DE CINE Y AUDIOVISUALES EQUINOXIO                        بوغوتا                                         17
```

## المعرض وتوزيع
في كولومبيا هناك خمسة عارضين للسينما التجارية وهم سينما كولومبيا وسينمامارك وبروسينما وسينمابولس ورويال فيلم، إلى جانب عارضين مستقلين من ابرزهم بابيا سينما ومنطقة  سينماتك في بوغوتا وصاله السينما لاثفيدوس  في المتحف الفنى الحديث في بوغوتا ونأدى الجدار للسينما في العاصمة، وغيرهم من الاندية السينمائية في مدن مختلفة. 

### الإصدارات في كولومبيا
والجدول التالي يقدم الإحصاءات المقارنة للعروض  في السينما الوطنية ضد السينما الأجنبية على الصعيد الوطني، والتي نشرها صندوق تشجيع السينمائي المشترك (Proimágenes المتحركة)، استنادا إلى المصادر التالية:
1993 - 1999، «تأثير قطاع التسجيلات الصوتية على الاقتصاد الكولومبي: الوضع الراهن» زوليتا، خاراميو، الملكة، فيديسارويو 2003.
2000 - 2006، عنوأن صناعة السينما، السينما الكولومبيا.
| السنه | اصدارات كولومبيا | اصدارات خارجيه | جميع الاصدارات | نسبه الاصدارات الكولومبيا |
| ----- | ---------------- | -------------- | -------------- | ------------------------- |
| 1993  | 2                | 274            | 276            | 0.72                      |
| 1994  | 1                | 267            | 268            | 0.37                      |
| 1995  | 2                | 249            | 251            | 0.805                     |
| 1996  | 3                | 270            | 273            | 1.10%                     |
| 1997  | 1                | 251            | 252            | 0.40%                     |
| 1998  | 4                | 237            | 241            | 1.7%                      |
| 1999  | 3                | 243            | 246            | 1.2%                      |
| 2000  | 4                | 200            | 204            | 2.0%                      |
| 2001  | 7                | 196            | 203            | 3.4%                      |
| 2002  | 4                | 176            | 180            | 2.2%                      |
| 2003  | 5                | 170            | 175            | 2.9%                      |
| 2004  | 8                | 159            | 167            | 4.8%                      |
| 2005  | 8                | 156            | 164            | 4.9%                      |
| 2006  | 8                | 154            | 162            | 5.0%                      |
| 2007  | 10               | 188            | 198            | 5.1%                      |
| 2008  | 13               | 187            | 200            | 6.5%                      |
| 2009  | 12               | 202            | 214            | 5.6%                      |
| 2010  | 10               | 197            | 207            | 4.8%                      |
| 2011  | 18               | 195            | 213            | 8.5%                      |
| 2012  | 23               | 189            | 212            | 12.2%                     |
| 2013  | 13               | 181            | 194            | 7.2%                      |